# Sebastes exsul
Sebastes exsul és una espècie de peix pertanyent a la família dels sebàstids i a l'ordre dels escorpeniformes.

## Etimologia
Exsul (exiliat en llatí) fa referència al seu àmbit geogràfic aïllat dins del golf de Califòrnia.

## Descripció
Fa 21,2 cm de llargària màxima i és de color rosa, groc i carabassa clar, amb línies ondulades de color verd per sobre de la línia lateral i en la part inferior de l'aleta dorsal. Aletes de colors rosa i groc, i amb sis taques blanquinoses envoltades de rosa a la part superior, les quals ajuden a diferenciar-lo d'altres espècies del mateix gènere del golf de Califòrnia.

## Reproducció
Probablement, té lloc a l'hivern, és de fecundació interna i vivípar.

## Alimentació
El seu nivell tròfic és de 3,08.

## Hàbitat i distribució geogràfica
És un peix marí, demersal (entre 110 i 200 m de fondària) i de clima subtropical (30°N-28°N), el qual viu al Pacífic oriental central: és un endemisme de l'oest del golf de Califòrnia (Mèxic).

## Observacions
És inofensiu per als humans i el seu índex de vulnerabilitat és moderat (43 de 100).